# St. Maria-Victoria-Heilanstalt
Die St. Maria-Victoria-Heilanstalt war ein vom Dominikanerorden betriebenes Krankenhaus im Berliner Ortsteil Mitte.
Fürst Karl zu Löwenstein-Wertheim-Rosenberg (1834–1921) erwarb im Oktober 1886 das Gebäude in der Karlstraße 29 (nunmehr Reinhardtstraße 14). Zusätzlich erwarb er im November 1889 noch die beiden Nachbargrundstücke Karlstraße 28 und 30. Den gesamten Komplex stellte der Fürst als Präsident des Zentralkomitees der deutschen Katholiken und späterer Ordenspriester dem Dominikanerorden zur Verfügung. Die Dominikanerinnen betrieben ab 1889 in dem klassizistischen Gebäudekomplex das „St. Maria-Viktoria-Krankenhaus“.
Nachdem die Gewerbegebäude für den Krankenhausbetrieb zu eng wurden, riss man sie ab und baute neu. Am 11. März 1912 wurden das neuerrichtete Krankenhaus und die zugeordnete St. Maria-Victoria-Kirche eröffnet. 1927 unterhielten die über 60 Dominikanerinnen mehr als 400 Betten für die Betreuung der Kranken.
Zehn Jahre nach der Einweihung zeigten sich bereits Risse im Gewölbe der Kirche und im Krankenhaus. 1935 hatten die Schäden an Kirche und Krankenhaus bereits solche Ausmaße angenommen, dass das Krankenhaus ohne Renovierungsarbeiten nicht weiterbetrieben werden konnte. Nach der Renovierung konnte zwar das Krankenhaus noch betrieben werden, allerdings fehlten die Mittel für die Restaurierung der Kirche. Die Kirche wurde 1938 abgerissen.
Wegen der finanziellen Notsituation des Ordens und der Repressalien der Nationalsozialisten musste der Krankenhausbetrieb am 30. September 1938 eingestellt werden.
Danach siedelte sich die Landesbauernschaft Kurmark im Gebäude an. Nach dem Ende des Zweiten Weltkriegs wurde das Gebäude als Verlagshaus für den Deutschen Bauernverlag und den Deutschen Landwirtschaftsverlag bis 1992 genutzt.
Im Jahr 1994 erwarb die FDP das Gebäude, um hier nach der ab 1996 begonnenen Renovierung und Sanierung ab 1999 ihre Bundesgeschäftsstelle in Berlin, das heutige Hans-Dietrich-Genscher-Haus, einzurichten.